# 관세양허
관세양허(關稅讓許)는 같은 가맹국이 다른 가맹국과의 사이에 주요 무역품에 관한 관세교섭을 실시 상대국에 관세의 인하 또는 거치(据置)를 약속하는 것이다. 여기서의 관세율은 가트세율로 불리며 그 세율을 한 표(表)에 수록한 것을 관세 양허표라고 한다. 가트세율은 특혜관세, 가트 35조를 제외한 모든 가맹국에 대해 무차별을 적용할 의무가 있다. 